# 鼓太郎
鼓太郎（こたろう、1970年10月6日 - ）は、日本の俳優、タレント、和太鼓奏者である。東京都出身。太田プロダクション所属。

## 来歴・人物
15歳にて和太鼓の最年少チャンピオンになる。1988年にストリートパフォーマンスユニット・幕末塾の最年少メンバーとなり、1989年にCDデビュー。テレビドラマやバラエティ番組に出演する。幕末塾メンバーでCDデビュー時から芸名を変えた経験がないのは、自身と彦摩呂の2人だけである。
俳優としてテレビドラマやオリジナルビデオなどで活動を続け、2005年に劇団K's プロデュースを旗揚げ。舞台作品の演出を手がけるようにもなる。演出や脚本では、本名の「宮川美一」名義のこともある。
趣味はマリンスポーツ、写真を撮ること、アウトドア。特技は和太鼓、武道。

## 出演

### テレビドラマ
- Nettaiya ACADEMY マスカットリップス（1989年4月 - 5月、テレビ朝日）
- 愛しあってるかい! 第1話（1989年10月、フジテレビ）
- 奇兵隊（1989年12月、日本テレビ）
- びんた（1990年1月 - 3月、TBS） - 堤伸二 役
- ドラマダス バンドマンの生活と意見（1990年6月、関西テレビ） - 主演
- 東京ストーリーズ 第29回「つかのまのラブストーリー」（1990年6月、フジテレビ）
- 世にも奇妙な物語 第8回「追いかけた男」（1990年8月、フジテレビ）
- はぐれ刑事純情派（テレビ朝日）
  - Part3 第21話「証言を翻した女・盗まれた旧紙幣」（1990年8月）
  - Part7 第25話「狙われた美人OL・靴底のスパイス」（1994年9月）
  - Part12 第15話「ストーカーが自殺志願!?逮捕状を待つ女」（1999年7月）
  - Part14 第19話「東京タワーで待つ女」（2001年8月）
  - Part16 第5話「夫と子供を返して…完全犯罪トリックを崩せ!」（2003年4月）
- すてきな片想い 第4話（1990年）
- 男と女のミステリー 天皇陛下の野球チーム（1990年11月、フジテレビ）
- 勝海舟（1990年12月、日本テレビ）
- 学校へ行こう!（1991年4月 - 6月、フジテレビ）
- 水曜グランドロマン いつか、サレジオ教会で（1991年1月、日本テレビ）
- ホテルウーマン（1991年10月 - 12月、関西テレビ）
- 源義経（1991年12月、日本テレビ） - 藤原忠衡 役
- 大人は判ってくれない 第6回「素晴らしき日曜日」（1992年2月、フジテレビ）
- 俺たちルーキーコップ 第1話（1992年4月、TBS）
- 八百八町夢日記 第2シリーズ 第22話「翔べ! 見習い同心」（1992年4月、日本テレビ） - 河村小十郎 役
- 危険な微笑（1992年10月、TBS）
- 映画みたいな恋したい のるかそるか（1993年1月、テレビ東京）
- ララバイ刑事'93（1993年4月 - 9月、テレビ朝日） - 加藤鼓太郎 役
- 愛の劇場 夏は秘密がいっぱい!（1994年7月 - 9月、TBS）
- 若者のすべて 第4話（1994年11月、フジテレビ）
- 土曜ワイド劇場（テレビ朝日）
  - 終着駅シリーズ
    - 6・人間の十字架 飛騨高山 刑事の妻の秘密旅行が連続殺人を呼ぶ（1996年9月28日） - ひったくりの男 役
    - 14 砂漠の暗礁 愛人殺しと夫殺し 二人の容疑者は犯行時新宿のホテルで逢っていた…（2001年9月22日） - 警備員・長岡繁 役
    - 24 新宿着スーパーあずさ22号の殺人同乗者!!（2010年7月31日） - カメラマン・軍司弘之（近藤公園）の兄・軍司正之 役
    - 31 殺人の花客 ランの花粉が暴くホテル密室殺人!!（2017年7月16日） - 日原英策（大浦龍宇一）の交通事故の担当刑事・中里 役（日曜ワイド）

  - 女事件記者、冴子の危険な殺人取材（1999年8月） - 矢野信彦 役
  - デパート仕掛け人!天王寺珠美の殺人推理2（2008年10月）
- はみだし刑事情熱系 第16話（1997年2月、テレビ朝日）
- 火曜サスペンス劇場（日本テレビ）
  - 九門法律相談所7 自白～死体なき誘拐殺人事件 - 父に届け、不出来な息子の心の叫び～（1997年6月10日） - 誘拐犯・須藤武 役
  - 共犯（2002年2月）
  - 監察医・室生亜季子
    - 31 母の波濤～殺された息子の身代わりが風俗嬢のお腹の中に～（2002年3月19日） - 下田東警察署 刑事 役
    - 33 笑った似顔絵～うつ病の男に後妻に入った女 1本の毛髪が暴く白骨死体の8年間～（2003年7月8日）櫻井文子（高橋かおり）の兄・櫻井哲夫 役
- 水戸黄門（TBS）
  - 第25部 第42話「お銀が結んだ父子紬 -結城-」（1997年10月） - 鶴吉 役
  - 第27部 第18話「勘当された兄の真実 -鶴岡-」（1999年7月） - 鷲神元之丞 役
  - 第33部 第11話「おっかさんは村の太陽 -岩国-」（2004年6月） - 吾作 役
- 八丁堀の七人（2000年 - 2006年、テレビ朝日） - 徳松 役
- 大江戸を駈ける! 第1話（2000年11月、TBS） - 喜八 役
- 旗本退屈男 第1話（2001年7月、フジテレビ）
- 蝉しぐれ 第7話（2003年10月、NHK）
- 御宿かわせみ～第二章～ 第8話（2004年5月、NHK）
- 水曜プレミア 家栽の人スペシャル（2004年10月、TBS）
- 特命係長 只野仁2ndシーズン 第20話「覗かれた派遣社員」（2005年3月、テレビ朝日）
- クロサギ 第11話（2006年6月、TBS）
- 水曜ミステリー9 多摩南署たたき上げ刑事・近松丙吉6 仰角の写真（2006年10月、テレビ東京）
- 華麗なる一族（2007年1月 - 3月、TBS） - 速水英二 役
- 月曜ゴールデン 自治会長・糸井緋芽子社宅の事件簿8（2007年2月、TBS）
- 月曜ゴールデン 駅弁刑事・神保徳之助1（2007年4月、TBS）
- 金曜プレステージ 妻よ! 松本サリン事件犯人と呼ばれて…家族を守り抜いた15年（2009年6月、フジテレビ）
- 夏の恋は虹色に輝く 第1話（2010年7月、フジテレビ）
- ハンチョウ～神南署安積班～ 第3シリーズ 第5話（2010年8月、TBS）
- 京都地検の女 第6シリーズ 第6話（2010年11月、テレビ朝日）
- 水曜ミステリー9 作家探偵・山村美紗2 京都紅葉寺殺人事件～秋の七草の秘密～（2012年12月、テレビ東京） - 戸板武 役
- 花咲舞が黙ってない 第8話（2014年6月、日本テレビ） - 東諒一 役
- アガサ・クリスティ 二夜連続ドラマスペシャル 大女優殺人事件～鏡は横にひび割れて～（2018年3月25日、テレビ朝日） - 南調布警察署 警察官・徳丸家忠 役
- 偽装不倫 第1話・第7話（2019年7月10日・8月21日、日本テレビ） - 葉子の上司 役
- 日曜プライム 逆転報道の女 FINAL（2020年） ‐ 香川達郎 役
- 警視庁ゼロ係～生活安全課なんでも相談室～ 第5シリーズ（2021年） - 松永一也 役
- 大河ドラマ 青天を衝け（2021年、NHK） - 溝口勝如 役
- 相棒 Season21（2022年、テレビ朝日） - 青田刑事 役
- 女神の教室～リーガル青春白書～ （2023年1月、フジテレビ） - 真中孝太郎 役

### 映画
- 免許がない!（1994年）
- 君を忘れない（1995年）
- 一生、遊んで暮らしたい（1998年）
- ガッツ伝説　愛しのピットブル（2006年）
- MAZE～南風～（2005年）
- 疾風ロンド (2016年) - 牧田役

### オリジナルビデオ
- 女神がくれた夏（1990年）
- はいすくーる仁義（1991年）
  - はいすくーる仁義2 たいへんよくできました。（1992年）
  - はいすくーる仁義外伝 地を這う者（1994年）
  - はいすくーる仁義√3 さらば情二（1994年）
- 優しくこたえて Touch me tenderly（1992年）
- ドン松五郎の生活 大追跡（1992年）
- ネオ極道伝 KIZA（1993年）
- 不倫の値段（1994年）
- だからおまえは落ちるんだ、やれ!（1994年）
- どチンピラ14 鉄砲玉の情事（1994年）
- 本気!4 抗争篇（1995年）
- あばよ白書（1995年）
- JINGI 仁義シリーズ
  - 仁義7・代理抗争勃発（1996年） - 鋭二 役
  - 仁義26・抗争と野望（2000年） - 辰雄 役
  - 仁義35・野望の代償（2003年） - 香川組組長・修一 役
- 湘南爆走族 帰ってきた伝説の5人・熱闘!アルバイト大作戦（1998年）
- 梁山泊パチンコ列伝（1999年 - 2000年）
- 浪花の雀刺 勝負（2000年）
  - 浪花の雀刺2 陰謀（2000年）
- 極道仁義～浪花の龍～（2000年）

### 舞台
- 次郎長外伝 血煙閻魔堂（2005年1月、浅草公会堂） - 清水の小政 役
- もうひとつの天の川（2005年7月、東京芸術劇場小ホール2） - コウタ 役
- STAY‘GOLDEN WEEK’（2006年5月、東京芸術劇場小ホール1） - 敦士 役
- クリスマスナイツ～聖夜のファンタジスタ～（2006年12月、萬劇場） - 大地 役
- MOON-BOW～月蝕の絆～（2007年4月、東京芸術劇場小ホール2）
- 水流月の島～鼓動は波動に乗って～（2007年6月、シアターVアカサカ） - 近藤 役
- Just in time（2007年9月、劇場MOMO）
- 「N.G.」～星になれたら～（2007年11月、萬劇場） - 川谷星太郎 役
- もしもよろしければ（2008年1月、東京芸術劇場） - 板垣潮 役
- わらしべ夫婦双六旅（2008年2月、新橋演舞場）
- N.M.L.～Nice Mikoshiba Life～（2008年9月、シアターグリーンBIG THREE THEATER）
- 埋蔵金～変わらなくてもいいじゃないか～（2009年2月、東京芸術劇場小ホール2）
- BANK☆PUNC～オレたちの物語～（2009年7月、東京芸術劇場小ホール2）
- THE FAMILY・絆（2009年12月、シアターサンモール）
- SHINGEN～風林火山落日～（2012年3月、あうるすぽっと）
- 新撰組あと始末記（2012年6月、博品館劇場）
- 友情～秋桜のバラード（2022年5月、演出）[3]
- 前田慶次 かぶき旅 STAGE&LIVE～肥後の虎・加藤清正編～（2024年9月- 11月、シアターH 他） - 森本義太夫 役[4]
- 刃牙 THE GRAPPLER STAGE -地下闘技場編-（2024年12月、新宿FACE） - 本部以蔵 役[5]
- ミュージカル『薄桜鬼 真改』 藤堂平助 篇（2025年6月、天王洲 銀河劇場） - アンサンブル[6]
- ミュージカル『薄桜鬼』HAKU-MYU LIVE 4（2025年12月19日 - 21日、Zepp DiverCity TOKYO / 12月27日 - 28日、Zepp Osaka Bayside） - アンサンブル[7]

### ラジオ
- 鼓太郎・九一のキングスロード（2007年 - 2009年、かつしかFM）
- 純歌と鼓太郎の恋するこの街（2009年 - 2010年、かつしかFM）
- 金曜5時!この街で全員集合!!（2010年、レインボータウンFM）

### CM
- 明治製菓「アメリカンポテト」
- サンクス
- 黄桜「呑」
- ハウス食品「北海道シチュー」